# Eugenio Driutti
Eugenio Driutti (Tarcento, 14 gennaio 1949) è un medaglista italiano.

## Biografia
Finito la scuola professionale entra in una bottega artigiana di Udine dove impara la cesellatura e le tecniche a tutto tondo.
Nel 1971 vince la borsa di studio per iscriversi e frequentare la "Scuola dell'Arte della Medaglia - Giuseppe Romagnoli" dell'IPZS.
Nel 1981 entra all'Istituto Poligrafico e Zecca dello Stato.
La sua attività si concentra all'Istituto Poligrafico e Zecca dello Stato sulla produzione di monete, medaglie ufficiali, commemorative e devozionali.
Nel 2002 disegna la moneta da 1 centesimo di euro delle monete euro italiane con Castel del Monte ad Andria (BAT).

## Fonti
- Biografia, su mebnet.altervista.org.